# Kurt Schmid
Kurt Schmid, švicarski veslač, * 11. februar 1932, Baar. Schmid je za Švico nastopil na Poletnih olimpijskih igrah 1952 in 1960. V Helsinkih je s soveslačem Hansom Kaltom v dvojcu brez krmarja osvojil bronasto medaljo. Osem let kasneje je na olimpijadi v Rimu veslal v švicarskem četvercu brez krmarja, ki je takrat osvojil šesto mesto.